# Atentado de Mánchester de 2017
El 22 de mayo de 2017, se produjo una explosión en el Manchester Arena, en la ciudad de Mánchester (Reino Unido), al final de un concierto de la cantante estadounidense Ariana Grande, como parte de su gira Dangerous Woman Tour. La explosión se produjo alrededor de las 22:33, hora local (UTC+1), causando 22 muertos y 116 heridos. Se informó que un hombre en solitario realizó el ataque usando un artefacto explosivo improvisado en lo que fue un ataque suicida. Al día siguiente, el Estado Islámico de Irak y el Levante se autoproclamaba autor del atentado. Fue el atentado terrorista más mortífero en el Reino Unido desde los atentados del 7 de julio de 2005 en Londres.

## Ataque

Dentro del Manchester Arena, los lugares de los atentados después del evento.

El 22 de mayo de 2017 a las 22:33, hora local (UTC+1), una explosión ocurrió fuera del Manchester Arena en Mánchester (Reino Unido). La explosión ocurrió en el área del vestíbulo del estadio al término del concierto, que era parte del Dangerous Woman Tour de Ariana Grande. Hasta 18 000 personas habían asistido al concierto, muchos niños y adolescentes, principales fanes de la artista juvenil, acompañados de sus padres. Muchos estaban saliendo por el vestíbulo en el momento de la explosión.
La policía de Mánchester trató el incidente como un ataque terrorista, hasta que al día siguiente, el Estado Islámico de Irak y el Levante se atribuyó el atentado, confirmando que era un ataque terrorista. El ataque fue un atentado suicida.

## Víctimas
| País de origen | Muertos | Heridos | Total | Ref.   |
| -------------- | ------- | ------- | ----- | ------ |
| Reino Unido    | 20      | 8       | 28    | [ 8 ]  |
| Polonia        | 2       | 1       | 3     | [ 9 ]  |
| Indeterminado  | -       | 107     | 107   | [ 10 ] |
| Total          | 22      | 116     | 138   | [ 11 ] |

La policía declaró que 23 personas, incluido el atacante suicida, murieron en la explosión y otras 116 resultaron heridas, incluidos niños. North West Ambulance Service informó que 60 de sus ambulancias asistieron a la escena, acompañando a 59 personas a los hospitales locales y el tratamiento de un número de heridos leves en el sitio. Ariana Grande no estaba cerca del lugar del ataque y no resultó herida durante el incidente. Tony Walter, un hombre de 52 años, superviviente de los atentados del 7 de julio de 2005 en Londres, se quitó la vida poco después del ataque suicida de Mánchester, al no poder soportar la carga psicológica que suponía para él la amenaza terrorista, según publicaron diversos medios británicos, haciéndose eco de su círculo de amistades, convirtiéndose en la "víctima 19" del atentado (sin incluir al atacante suicida).

## Agresor
Según la policía, el ataque fue llevado a cabo utilizando un artefacto explosivo improvisado autodetonado en solitario. El atacante fue identificado como Salman Abedi, de 22 años de edad, nacido en la misma ciudad de Mánchester en el seno de una familia de origen libio.

## Consecuencias

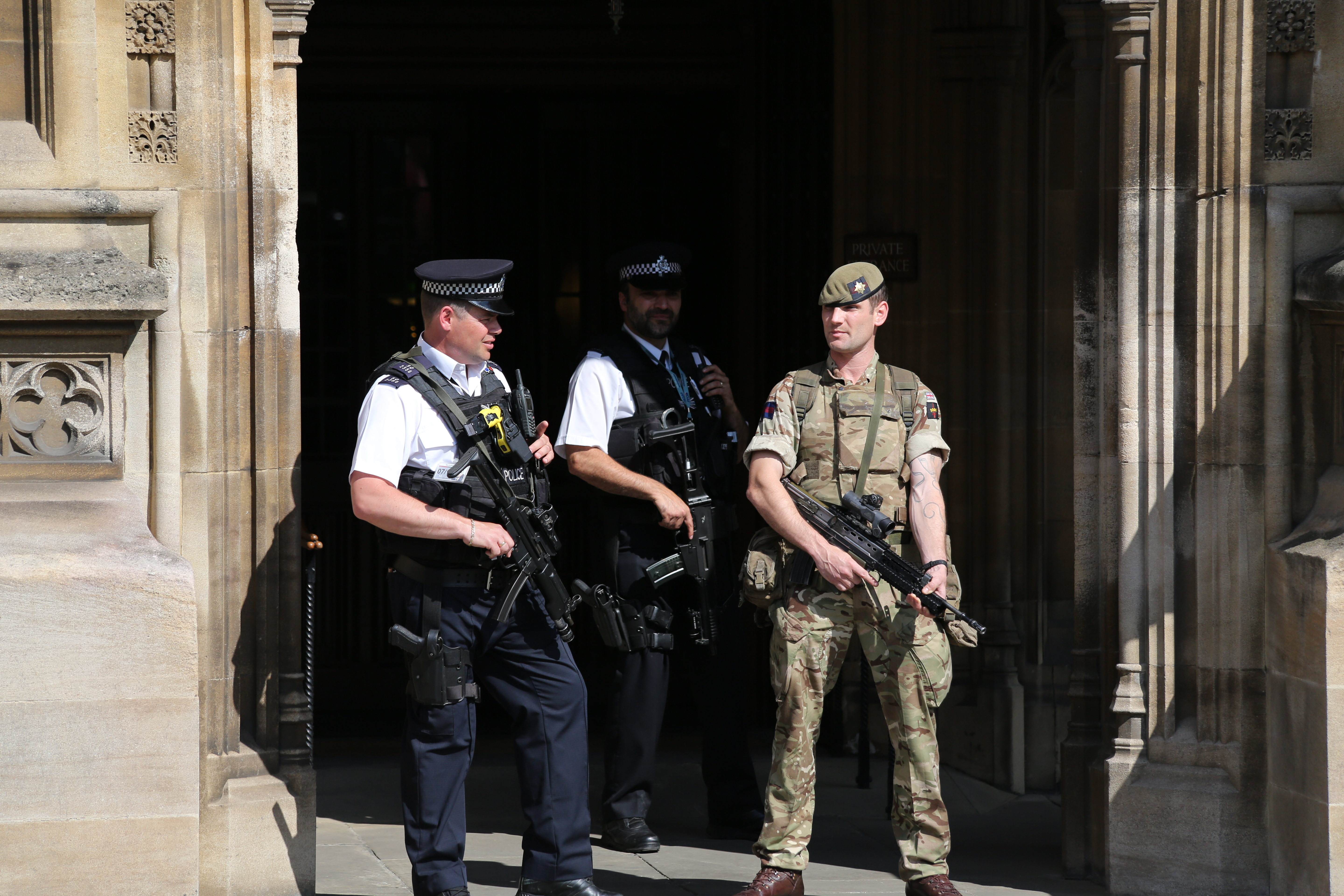
El Gobierno británico activó la Operación Temperer como respuesta a los ataques terroristas de Mánchester y de Westminster.

Alrededor de las 01:32 GMT, una subsiguiente explosión controlada fue realizada por la policía sobre un objeto sospechoso en Cathedral Gardens. Se descubrió más tarde que el artículo era ropa que había sido dejada atrás.
Los residentes y las compañías de taxi de Mánchester ofrecieron transporte o alojamiento libre vía Twitter a los que quedaron abandonados tras el concierto. Muchos padres y niños que asistieron al concierto fueron separados en la confusión después de la explosión. Un hotel cercano sirvió de refugio para los niños perdidos tras el suceso, con los padres que los buscaban siendo dirigidos allí por funcionarios.
La estación de tren Victoria, que está parcialmente integrada debajo de la arena, fue evacuada y cerrada, y los servicios fueron cancelados. Victoria continuó cerrada al día siguiente.
El 24 de mayo, el equipo de Ariana Grande anunció a través de la cuenta oficial de Instagram del Dangerous Woman Tour, la cancelación de los shows de las fechas comprendidas entre el 25 de mayo al 5 de junio. Inicialmente se presumía la cancelación total de la gira, sin embargo días después Grande hizo un comunicado a través de su cuenta de Instagram, donde aclaró que la gira continuaba y se reanudaba el 7 de junio en París.
El día después del ataque, un hombre de 23 años, hermano mayor del agresor, Ismail Abedi, fue arrestado en el sur de Mánchester en relación con el ataque. Un día más tarde, el 24 de mayo de 2017, el hermano menor, Hashem Abedi de 20 años, y su padre, Ramadan Abedi, fueron arrestados en Trípoli por los supuestos vínculos al Daesh, al igual que sucedió con otras seis personas en Mánchester.

## Reacciones

### Nacionales (Reino Unido)

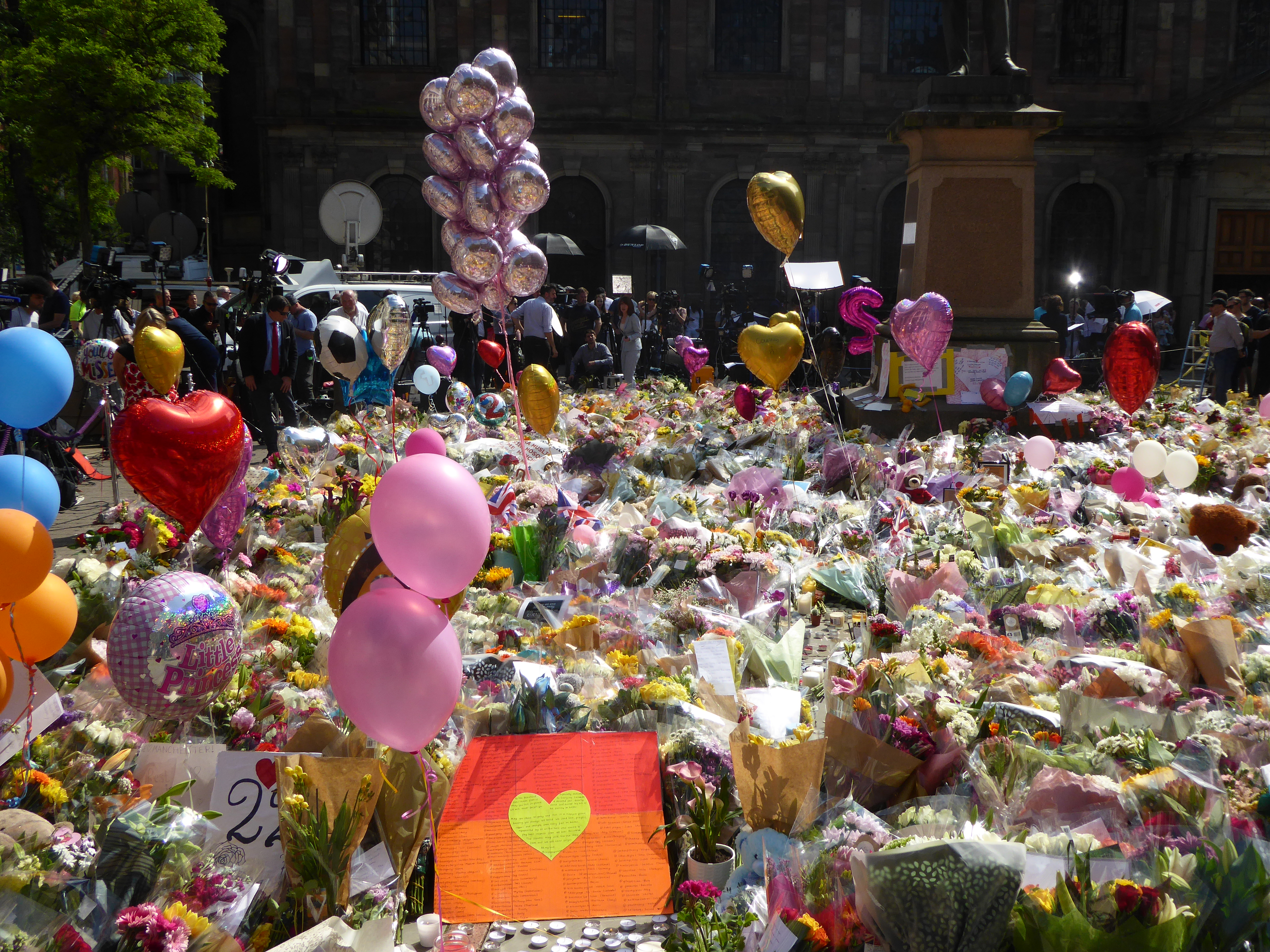
Ofrendas en honor a las víctimas en Mánchester.

La primera ministra, Theresa May, calificó el incidente de «un aterrador ataque terrorista» y presidió una reunión del Comité de Contingencias Civiles a la mañana siguiente, mientras que la reina Isabel II expresó su «más profunda simpatía» a los afectados por este «evento espantoso».
El alcalde del Gran Mánchester, Andy Burnham, calificó el incidente de «un acto maligno». Burnham rindió homenaje a los ciudadanos y las empresas que habían apoyado a las víctimas. Más tarde anunció una vigilia que se celebró en el Albert Square de Mánchester la noche siguiente. La mañana siguiente al ataque, el alcalde de Londres, Sadiq Khan, declaró que su ciudad «se une hoy a la gran ciudad de Mánchester», y más tarde declaró que «los londinenses verán más policías en nuestras calles hoy».
Las campañas para las elecciones generales del Reino Unido de 2017 de todos los partidos fue suspendida después del incidente.
El Consejo Musulmán de Gran Bretaña condenó enérgicamente el ataque.

### Internacionales

Edificio en la ciudad israelí de Tel Aviv con los colores de la bandera británica.

- Estados Unidos: Ariana Grande publicó en su cuenta oficial de Twitter que estaba «devastada» y declaró «Desde el fondo de mi corazón, lo siento tanto. No tengo palabras».[29] El 4 de junio de 2017 dio un concierto benéfico que ella organizó llamado One Love Manchester con el fin de recaudar fondos para los familiares de los heridos y muertos.
- Estados Unidos: El expresidente Barack Obama condenó el ataque en su cuenta oficial de Twitter: «Nuestros corazones están con los muertos y heridos en Manchester. El pueblo estadounidense siempre estará codo con codo con el británico».[30]
- Argentina: la Cancillería Argentina repudió el atentado: «El Gobierno argentino manifiesta su más firme repudio por el atentado terrorista en un concierto en Mánchester, Reino Unido, que produjera la pérdida de numerosas vidas y de heridos [...] Estos actos aberrantes no deben minar la voluntad de las sociedades que son objeto de ataques de continuar con su vida en libertad y sin condicionantes vinculados a las consignas de los grupos violentos que aspiran a sembrar el terror.»[31] El presidente Mauricio Macri y el jefe de Gabinete Marcos Peña condenaron el ataque vía Twitter.[32][33][34]
- Colombia: En Bogotá la Torre Colpatria uno de los edificios más icónicos del país y el segundo rascacielos más alto se iluminó con la bandera de Reino Unido, con el título "Pray for Manchester"
- México: El presidente de México Enrique Peña Nieto, emitió un mensaje en su cuenta de Twitter expresando sus condolencias: «Lamento los trágicos acontecimientos ocurridos en Mánchester. Nuestra solidaridad con la sociedad y gobierno del Reino Unido».[35]
- Chile: La presidenta de Chile, Michelle Bachelet, enviando «nuestra mayor solidaridad con el pueblo británico, en especial las familias de las víctimas en el Manchester Arena»,[36]
- Perú: El presidente del Perú Pedro Pablo Kuczynski, afirmó «estar consternado ante el atentado en Mánchester, al que condena» y a la vez manifestando sus condolencias a las familias de las víctimas y solidarizándose con el pueblo del Reino Unido.[37]